# Кудейк
Кудейк (нід. Koedijk) — село в нідерландській провінції Північна Голландія. Його територія розділена між муніципалітетами Дейк-ен-Вард та Алкмар.
Його площа — 4,71 км², а населення станом на 2021 рік становило 2695 осіб.
Раніше мало статус окремого муніципалітету.

## Галерея

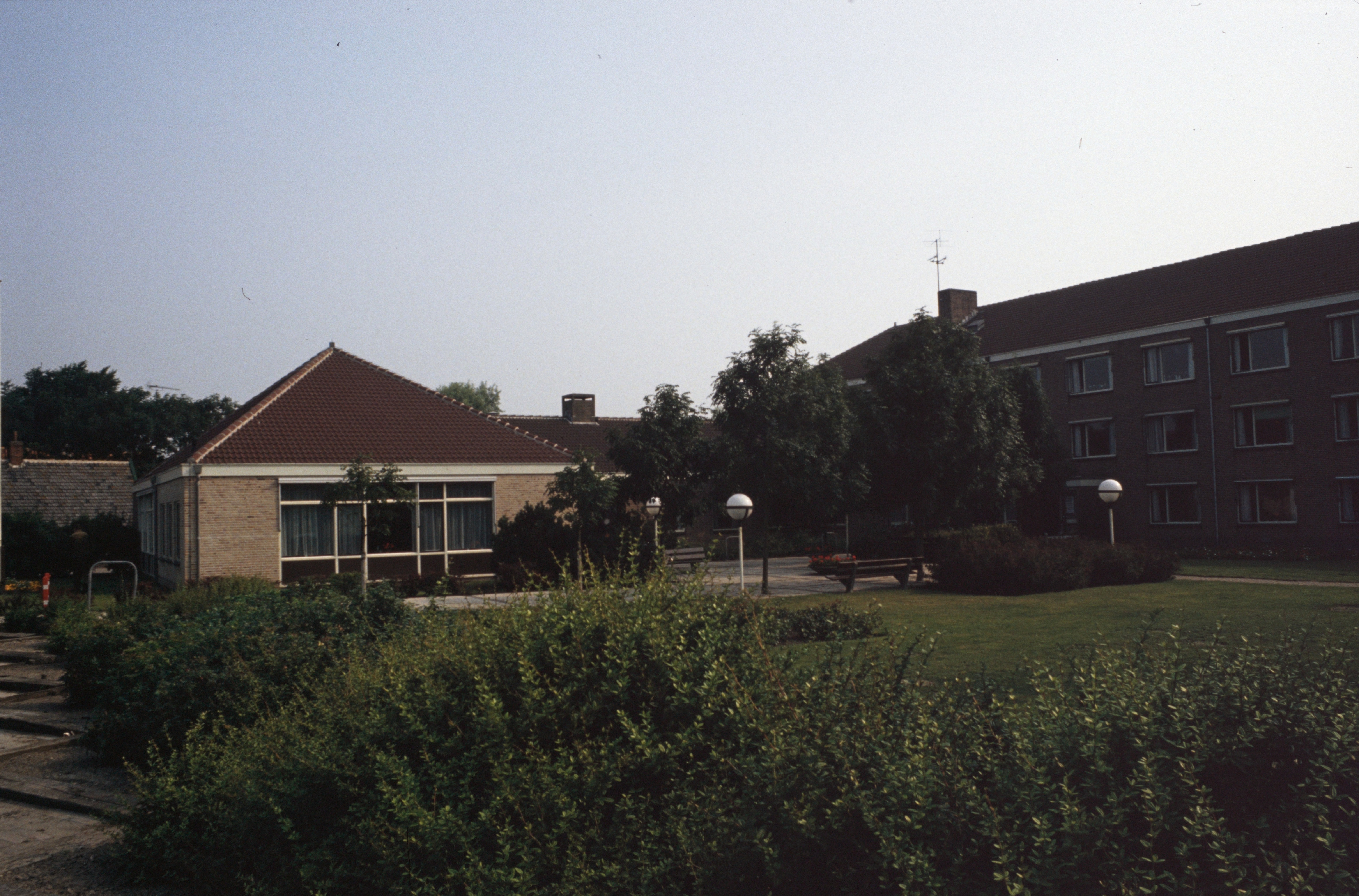
Будинок літніх людей
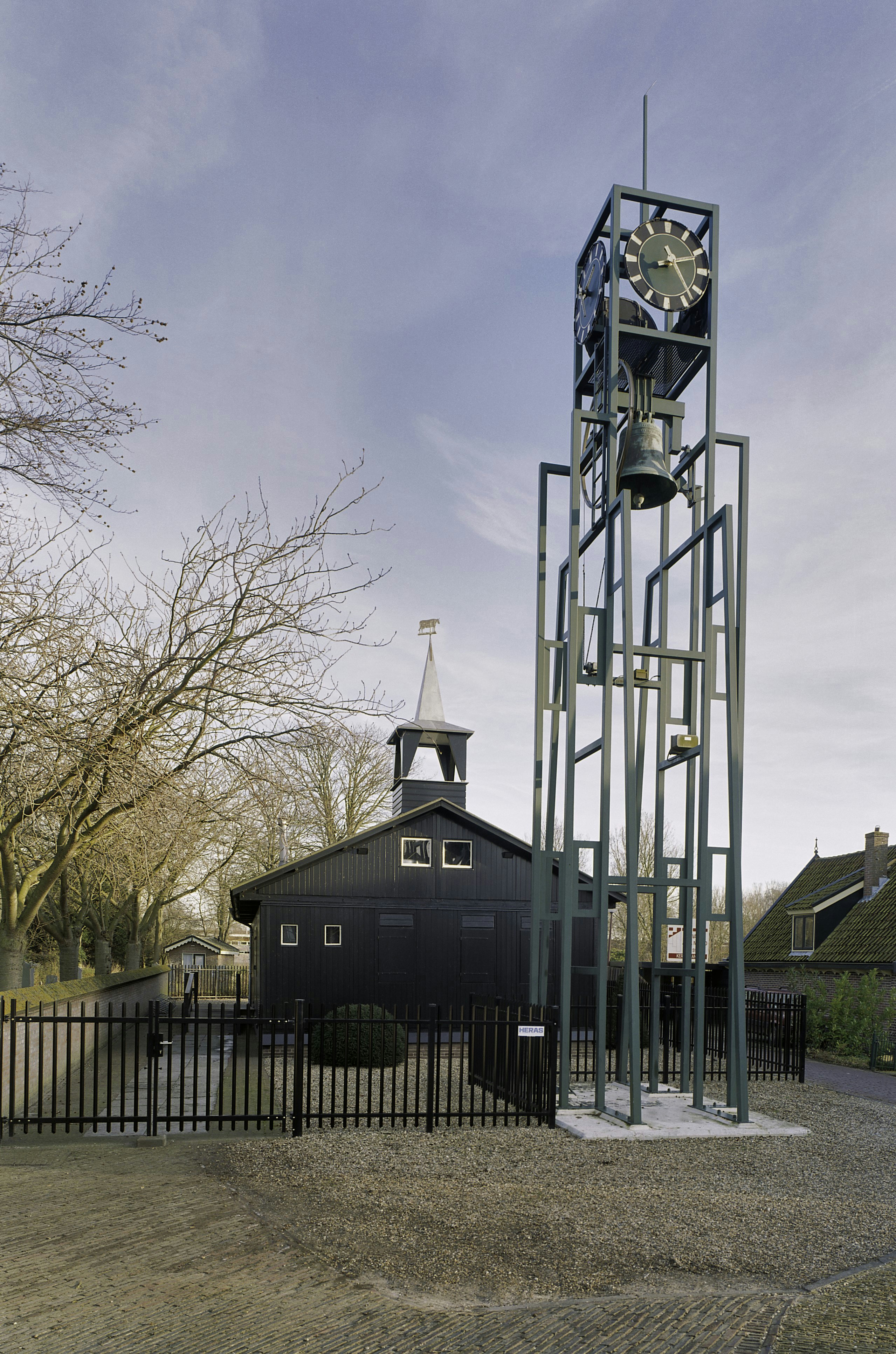
Реформістська церква
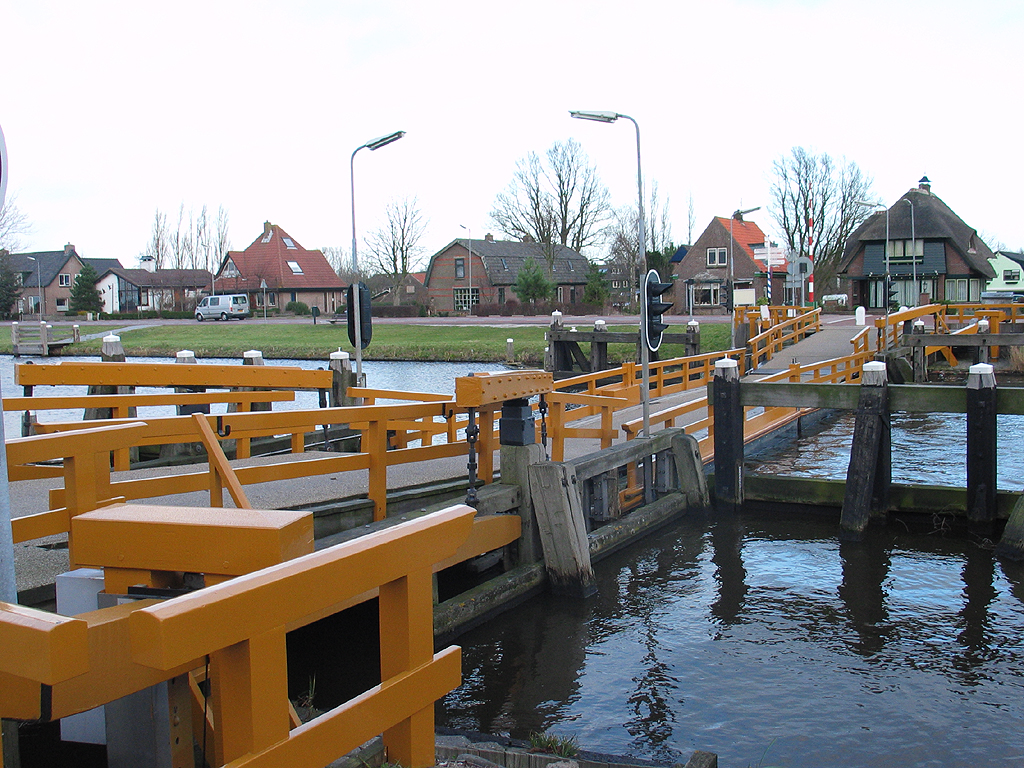
Понтонний міст
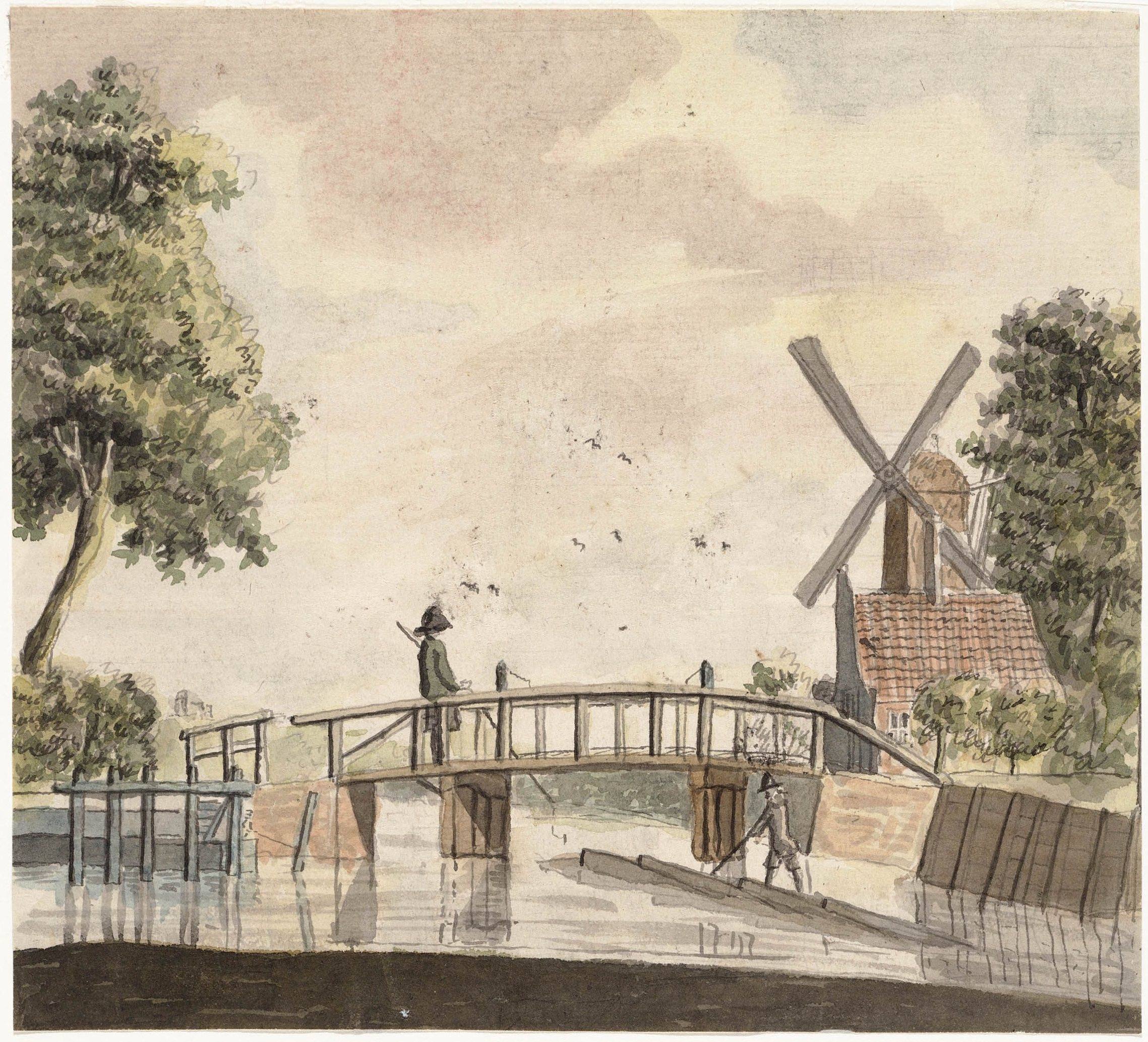
Малюнок Кудейка (1790)